# De vier klokken
De vier klokken is een detective- en misdaadverhaal geschreven door Agatha Christie. Het werk verscheen initieel op 7 november 1963 onder de titel The Clocks en werd uitgegeven door de Britse Collins Crime Club. In de Verenigde Staten werd het werk in 1964 uitgegeven door Dodd, Mead and Company. Een eerste Nederlandstalige versie verscheen in 1964 en werd uitgegeven door Luitingh-Sijthoff.

## Verhaal
Colin Lamb werkt voor de Britse staatsveiligheid. Een van hun agenten is vermoord in Crowdean, Sussex toen hij op zoek was naar een spion die informatie overbrengt aan het communistische Rusland. In zijn portefeuille stak een blad met daarop de briefhoofding van het hotel waar hij verbleef. Op dat blad had de agent "61)M" geschreven met daaronder een geschetste boog.
Miss Martindale heeft een bedrijf waar mensen een tijdelijke typiste kunnen huren. Op een middag krijgt zij telefoon met de expliciete vraag om hun typiste Sheila Webb om 15:00 uur naar het adres "Wilbraham Crescent 19" te Crowdean, Sussex te sturen voor een opdracht. Daar treft Sheila een lijk aan omringd door zes klokken. Vier klokken staan stil op 4:13, de koekoeksklok geeft aan dat het drie uur is. Op de zesde klok staat het opschrift "Rosemary". Op dat ogenblik komt een blinde vrouw het huis binnen. Sheila rent in paniek het huis uit en loopt in de handen van Colin Lamb.
Het betreffende huis wordt bewoond door de blinde mevrouw Pebmarsh. Inspecteur Hardcastle start een onderzoek. Hij concludeert dat de man geen enkele geldige identiteit bij zich heeft. Sheila's volledige naam is Rosemary Sheila Webb, een verwijzing naar de ondertussen verdwenen zesde klok. Colin contacteert Hercule Poirot om de zaak te onderzoeken omdat hij vreest dat Sheila ten onrechte zal worden veroordeeld.
Alle betrokkenen worden opgeroepen om onder eed hun verklaring af te leggen. Onmiddellijk na de verklaring bazuint typiste Edna Brent rond dat iemand heeft gelogen. De politie negeert haar. Zij wordt niet veel later vermoord.
Nadat er een foto van het slachtoffer is verspreid, identificeert Merline Rival deze als haar voormalige man Harry Castleton. Hardcastle komt tot de conclusie dat Merline's beschrijving van haar overleden man niet accuraat is. Nadat hij haar hiermee confronteert, pleegt ze een telefoontje naar de persoon die haar in het complot heeft gebracht. Even later wordt Merline vermoord. 
Poirot concludeert dat de zes klokken red herrings zijn, alsook de aanwezigheid van Sheila en het verwijderen van de portefeuille en kledinglabels van het eerste slachtoffer. Uit onderzoek wist men dat Edna op de middag van de moord vroegtijdig uit de lunchpauze kwam omdat haar schoen stuk was. Zij wist bijgevolg dat Martindale nooit een telefoontje heeft ontvangen. Dat wilde ze aan de politie vertellen en ze werd daarom door Martindale vermoord. Als gevolg van het fictieve telefoontje, wordt Sheila naar mevrouw Pebmarsh gestuurd. Echter beweert Pebmarsh nooit een typiste te hebben gevraagd. 
Buurvrouw Bland zei dat ze vanuit Canada naar Hardcastle is verhuisd omdat ze daar een zus heeft. Haar man beweerde dat ze rijk zijn geworden omdat zijn vrouw het enige overlevende familielid is en daardoor al het familiefortuin vergaarde. Poirot achterhaalt dat de zus van mevrouw Bland Miss Martindale is. Volgens Poirot trouwde meneer Bland tijdens de Tweede Wereldoorlog met een Canadese vrouw. Zij stierf en meneer Bland hertrouwde met een andere Canadese vrouw. De familie van de eerste vrouw heeft nooit geweten dat zij dood was. Daarom nam de tweede vrouw de identiteit aan van de eerste om zo de erfenis in bezit te krijgen. Het eerste slachtoffer is de Canadees Quentin Duguesclin. Hij kende de eerste vrouw van meneer Bland. Meneer Bland, zijn vrouw en Martindale zetten een complot op dat ze rechtstreeks overnemen uit een boek dat weldra zal worden gepubliceerd. Ze vermoorden Quentin, verslepen het slachtoffer naar het huis van de blinde vrouw en sturen er Sheila op af in de hoop dat zij wordt aanzien als moordenares en waarbij ze nog wat red herrings toevoegden.
De Blands vermoordden ook mevrouw Rival voordat zij de politie kon inlichten wie haar had ingehuurd. Meneer Bland moet voor zijn werk regelmatig naar het Europese vasteland. Daar verduisterde hij het paspoort van Quentin zodat hij in een ander land verdween dan waar hij werd vermoord. De missende klok is inderdaad eigendom van Sheila. Deze werd door Martindale op kantoor gestolen nadat Sheila deze had opgehaald van een reparatie. Toen Sheila deze klok bij Pebmarsh zag, nam ze deze in een onbewaakt moment mee.
Colin herstart zijn eigen zaak. Nadat hij de nota van zijn collega toevallig omdraait, staat er WC19 : Wilbraham Crescent 19. Daarbij komt dat de geschetste boog overeenkomt met de perceelindeling van de straat. Miss Pebmarsh is bijgevolg de gezochte spionne die informatie gecodeerd doorgeeft in braille en opdrachten ontvangt/verstuurt via een fictieve wasdienst.

## Verfilming
Het verhaal werd gebruikt in de serie Agatha Christie's Poirot met David Suchet als Poirot. Er werden wel enkele wijzigingen aangebracht waaronder:
- het verhaal speelt zich af in de jaren 1930 in Dover, Kent waarbij de spionnen informatie bezorgen aan Nazi-Duitsland.
- Pebmarsh heeft twee zonen die sneuvelden in de Eerste Wereldoorlog. Zij wil dat Engeland zich vrijwillig aansluit bij Nazi-Duitsland omdat een communisme de beste oplossing is. Verder vreest ze dat indien Winston Churchill aan de macht komt er een Tweede Wereldoorlog komt waar alweer heel wat zonen zullen omkomen.
- De naam "Colin Lambs" werd aangepast naar "Colin Race". Hij werkt niet voor staatsveiligheid, maar MI6.
- James en Edith Watherhouse werd aangepast naar Matthew en Rachel Waterhouse. In deze adapatie zijn zij Joden die Duitsland hebben ontvlucht.
- In het boek lost Poirot de zaak "Sheila" op vanuit zijn stoel en stuurt hij Colin aan. In de film doet Poirot het onderzoek wel ter plaatse.
- Het tijdstip "4:13" krijgt in de film een beduidende rol: Sheila werkt na haar uren als prostituée en ziet wekelijks een klant in kamer 413 van een hotel. Martindale is van deze prostitutie op de hoogte en vindt dit wansmakelijk. Dat is de hoofdreden waarom zij Sheila in het complot betrok.